# Meteorscatter

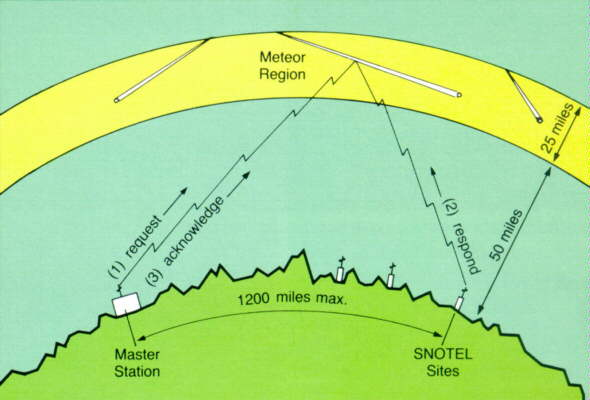
Meteorscatter - becsapódó meteorok ionizált nyomvonala által generált reflexión keresztüli rádiós összeköttetés.

A meteorscatter (MS) egy olyan rádióátviteli eljárás, amely során a felső légkörbe érkező meteorok nyomvonalán ionizálódó levegő rádióhullámot visszaverő képességét használjuk ki rádiós összeköttetések létesítésére (scatter = szóródás). Ez az ionizált állapot meglehetősen rövid ideig áll fenn.
A légkör felső rétegeibe behatoló meteorok rendkívül erősen ionizáló hatásúak, a meteorok útja mentén villamosan töltött levegőnyaláb keletkezik, amely visszaveri az ultrarövid-hullámokat. Már rendkívül kis méretű, 0.2mm átmérőjű  meteorok is nagy töltéssűrűséget hoznak létre. A jelátvitel csak a meteorok áthaladását követő néhány másodperces időintervallumban lehetséges.
A meteorscatter a nagy távolságú kommunikáció egyik lehetséges eszköze, ahol az összeköttetés maximális távolsága 500 és 1500 kilométer között mozog, a felső légkörben lévő ionizált gáznyomok rádióhullámokat visszaverő visszaverő hatása révén. Ezeket a gáznyomokat a Föld légkörébe becsapódó kis meteorok elégése hozza létre.
A tipikus meteornyom csak néhány száz milliszekundumig látható. Emiatt a kommunikáció csak rövid időközönként lehetséges. Két egymást követő meteornyom megjelenése közötti eltelt idő másodpercektől percekig terjed, az évszaktól és a napszaktól függően.
A meteorszórásos rádiókommunikációra leginkább 30 - 50 MHz közötti frekvenciatartomány a legalkalmasabb.

## Felhasználása
A meteorszórást használó adatkommunikáció URH rádiórendszerek hálózatával hozható létre. Egy viszonylag kis számú, nagy teljesítményű bázisállomásból álló hálózattal nagy területek fedhetők le a távoli mobil és/vagy fix állomásokkal való kommunikációhoz. 
Az ilyen hálózatok számos adatkommunikációs szolgáltatást tudnak megvalósítani a közúti közlekedés és a telemetriai alkalmazások számára. Olyan szolgáltatások megvalósítására is alkalmas, mint a flottakezelés, a kétirányú adatkommunikáció, a követési, a riasztási üzenetküldés és a távmérés.
A meteorscatter az amatőrrádiózásban is használatos, rövid idejű távolsági összeköttetések létesítésére.
A sávtervekben, frekvenciatáblázatokban fel vannak tüntetve azok a frekvenciatartományok, amelyekben ez a kommunikációs mód az elsődleges. 

## Meteorscatterrel megvalósított szolgáltatások számára kiosztott harmonizált frekvenciatartomány[3]
Az egyes CEPT-adminisztrációk szembesültek a gyártók és a szolgáltatók kérésével, hogy nyissanak meg spektrumot az ilyen alkalmazások számára. A mobil berendezések szabad forgalmának és határokon átnyúló működésének követelménye miatt elengedhetetlenné vált egy harmonizált sáv meghatározása a meteorszórásos alkalmazások számára.
A meteorscatteren alapuló rádióátvitel számára a 39 - 39,2 MHz lett kijelölve:
| Csatorna | Csatornakezdő frekvencia (Hz) | Csatornaközépi frekvencia (Hz) | Csatornavégi frekvencia (Hz) |
| -------- | ----------------------------- | ------------------------------ | ---------------------------- |
| Védősáv  | 39000000                      |                                | 39012500                     |
| A        | 39012500                      | 39025000                       | 39037500                     |
| B        | 39037500                      | 39050000                       | 39062500                     |
| C        | 39062500                      | 39075000                       | 39087500                     |
| D        | 39087500                      | 39100000                       | 39112500                     |
| E        | 39112500                      | 39125000                       | 39137500                     |
| F        | 39137500                      | 39150000                       | 39162500                     |
| G        | 39162500                      | 39175000                       | 39187500                     |
| Védősáv  | 39187500                      |                                | 39200000                     |

A meteorscatteren alapuló hálózati alkalmazások rendszerspecifikációi: 
| Csatornakiosztás                                | 25 kHz                          |
| Moduláció                                       | GMSK                            |
| Adatkeret                                       | 128 byte                        |
| Adatsebesség                                    | 10 kbit/s half duplex           |
| Alkalmazott sztendertd                          | ETS 300-113 (Land Mobile Radio) |
| Bázisállomás max. kimenő teljesítménye          | 17,5 kW                         |
| Segédállomás max. kimenő teljesítménye          | 100 W                           |
| Távoli mobilállomás max. kimenő teljesítménye   | 50 W                            |
| Löket időtartama                                | 100 ms                          |
| Távoli mobilállomás max. ismétlési periódusa    | 10 s                            |
| Üzenetek max. száma / nap / távoli mobilállomás | 24                              |

A Meteorscatter alkalmazások „vétel az adás előtt” eljárást alkalmaznak: egy távoli mobilállomás ezért csak akkor tud sugározni, ha a terjedési útvonal egy bázis- vagy segédállomáshoz nyitott. Egy bázis- vagy segédállomás folyamatosan sugároz egy alapjelet. Ha ezt az alapjelet a mobilállomás veszi, akkor nyitott az útvonal, és adatokat továbbíthat a bázisállomás felé.

## Meteorscatter az amatőr rádiózásban

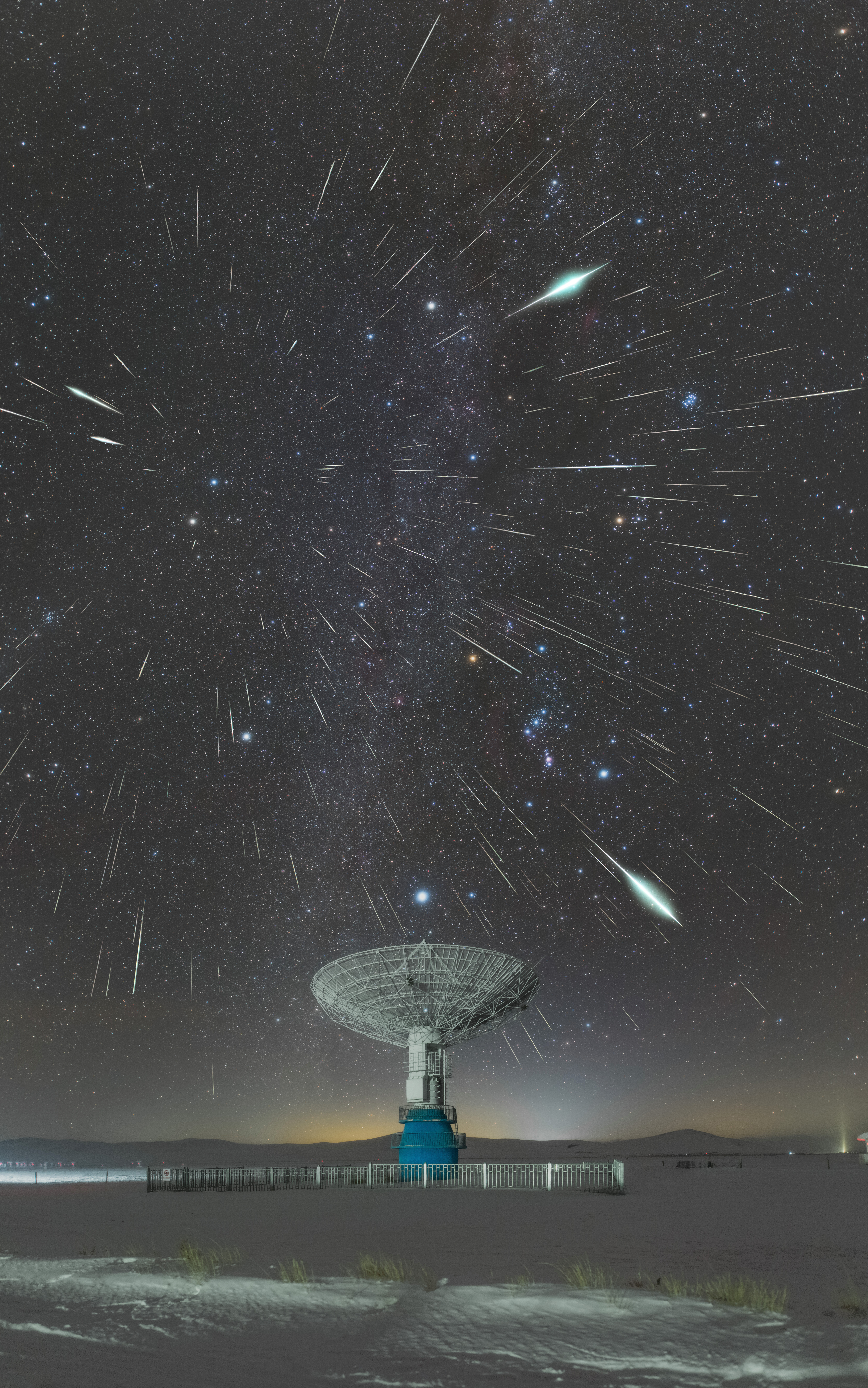
Meteorraj képe a radiáns pont környékén

Meteorscatteren alapuló átvitelre a legideálisabb rádióamatőrsáv a 6m-es rádióamatőrsáv. MS összeköttetés megvalósítható még a 2m-es és a 70 cm-es rádióamatőr sávokon is, bár a visszaverődés mértéke jelentősen csökken a frekvencia növekedésével.
A meteorrajok átvonulásakor érdemes leginkább meteorscatterrel kísérletezni. A meteorraj radiáns pontja irányába állított iránysugárzóval érdemes kísérletezni.
A sok rövid idejű jelenség és a rádiófrekvenciás jel igen erős torzulása miatt rövid és határozott összeköttetési forma alakult ki erre a célra. Az alábbiakban egy példán keresztül lesz ismertetve.
| SM7SCJ               | DJ4UF                                 | Megjegyzés                                                                                             |
| -------------------- | ------------------------------------- | --- |
| CQ CQ CQ de SM7SCJ   |                                       | SM7SCJ küld CQ-t                                                                                       |
|                      | SM7SCJ DJ4UF 26 26 SM7SCJ DJ4UF 26 26 | DJ4UF meghallotta SM7SCJ CQ-ját és meghívja                                                            |
| DJ4UF SM7SCJ 27 27   |                                       | Amikor SM7SCJ egy hívást hall, de nem biztos abban, hogy az ő hívójelére jön, küld egy válaszriportot. |
|                      | DJ4UF SM7SCJ R27 R27                  | Amennyiben a hívójel és a riport stimmel, a DJ4UF az alábbival válaszol.                               |
| SM7SCJ DJ4UF R26 R26 |                                       | SM7SCJ vette a riportot (például a 27-et), erre így válaszol                                           |
|                      | SM7SCJ DJ4UF RRRRRR                   | Megvan mindkét hívójel és az R27-es riportot teljes egészében levette DJ4UF, majd így válaszol         |
| 73 73 DJ4UF          |                                       | Miután vette SM7SCJ, elköszön.                                                                         |

Érdekes, hogy a hívójeleket sem mindig cseréli át a megszokott módon, hanem az idő rövidsége miatt csak R betűt illesztenek a válaszba.
Napjainkban a fenti, többnyire CW-ben adott QSO helyett ma már az FSK441 üzemmód került előtérbe, amely forgalmazástechnikája igen sokat örökölt a fenti példából.